# Światowa Organizacja Handlu
Światowa Organizacja Handlu (ang. World Trade Organization, WTO; hiszp. Organización Mundial del Comercio, OMC; fr. Organisation mondiale du commerce, OMC) – organizacja międzynarodowa z siedzibą w Genewie. WTO stanowi kontynuację Układu Ogólnego w Sprawie Taryf Celnych i Handlu (GATT), została powołana w 1994 w Marrakeszu (ze skutkiem od 1 stycznia 1995), w ramach tzw. rundy urugwajskiej GATT.
Porozumienie ustanawiające Organizację spisano w językach miarodajnych: angielskim, francuskim i hiszpańskim. Depozytariuszem jest Dyrektor Generalny organizacji.
Światowa Organizacja Handlu rozpoczęła działalność 1 stycznia 1995. Polska była jednym z państw założycielskich – stosowne porozumienie ratyfikowała już w lipcu 1995. Głównym zadaniem Światowej Organizacji Handlu jest liberalizacja międzynarodowego handlu dobrami i usługami, prowadzenie polityki inwestycyjnej wspierającej handel, rozstrzyganie sporów dotyczących wymiany handlowej, przestrzegania praw własności intelektualnej. Państwa przystępujące do WTO zobowiązane są do dostosowania wewnętrznego ustawodawstwa do norm Światowej Organizacji Handlu oraz udzielania koncesji handlowych podmiotom zagranicznym.
Są tu określone sytuacje kiedy ma miejsce handel usługami:
- sprzedaż transgraniczna
- świadczenie i konsumpcja usług za granicą
- obecność handlowa za granicą
- fizyczna obecność świadczących usługi

Przewodniczącym WTO jest Ngozi Okonjo-Iweala. W sierpniu 2016 organizacja liczyła 164 członków, 24 państwa były obserwatorami. Ostatnim państwem przyjętym do organizacji był Afganistan (29 lipca 2016).
16 grudnia 2011 na konferencji ministerialnej w Genewie zdecydowano o przystąpieniu do Organizacji Rosji, Samoa, Vanuatu i Czarnogóry.
WTO nie jest organizacją wyspecjalizowaną ONZ. Współdziała z WIPO.
Organizacja miała znaczący wpływ na rozwój wolnego handlu.

## Porozumienie WTO dotyczące rolnictwa
Porozumienie dotyczące Rolnictwa (The Agreement on Agriculture – AoA) jest produktem negocjacji podczas Rundy Urugwajskiej GATT (General Agreement on Tariffs and Trade – Ogólnego Porozumienia o Taryfach Celnych i Handlu) odbywającej się w latach 1986–1994. Runda Urugwajska stała się podstawą założenia WTO (World Trade Organization – Światowa Organizacja Handlu). AoA określa zasady handlu międzynarodowego i pośrednio produkcji oraz zakazuje wykorzystywania pozataryfowych środków. Porozumienie pozwala państwom na pewną swobodę stosowania kroków, jakie pragną one podjąć w swoim sektorze rolnym. Nielimitowane wydatki są dozwolone przy programach wspierających farmerów osiągających niskie dochody i posiadających ograniczone środki w krajach rozwijających się, przy programach ubezpieczeniowych i infrastrukturalnych, publicznych giełdach żywnościowych (przy cenach światowych). Programy mające związek z dopłatami rządowymi do specjalnych plonów i poziomów produkcji dozwolone są na podstawie tzw. Blue Box, który pozwala bogatym krajom płacić swoim farmerom za redukcję produkcji.
Chociaż preambuła porozumienia nawiązuje do bezpieczeństwa żywności, to samo porozumienie stanowi niewłaściwe ramy dla realizacji tego celu. AoA jest prostą przesłanką idei, że występujące mniejsze bariery handlu pozwalają na łatwiejsze zaspokojenie popytu na żywność. Subsydia eksportowe są tego doskonałym przykładem.
Podczas Szczytu Ministerialnego w Ad-Dauha w listopadzie 2001, członkowie WTO zgodzili się na podjęcie rozmów dotyczących wielu różnorodnych negocjacji, włączając rolnictwo. Zakończenie tych wszystkich dyskusji przewidziano na styczeń 2005. Komitet WTO ds. Rolnictwa spotkał się w czerwcu 2002 w Genewie na pierwszych negocjacjach dotyczących środków wspierających eksport. Kolejne spotkanie dotyczyć będzie dostępu do rynku i wewnętrznym programom pomocowym.
Wstępne negocjacje wykazały kłopotliwe różnice występujące między grupami krajów. Grupa Cairns kontynuuje naciski w celu eliminacji wszelkich form dopłat eksportowych, istotne polepszenie dostępu do rynku (włączając w to głębokie cięcia taryfowe) oraz poważną redukcję wewnętrznego wspierania dla handlu i produkcji rolnej. Unia Europejska jest skłonna przedyskutować te problemy, lecz nie wszystkie w takiej skali i obszarze, jak Grupa Cairns. Unia wnosi także zagadnienia pozahandlowe, takie jak ochrona zwierząt, czy wynagradzanie rolników za prowadzone przez nich usługi publiczne, których rynek nie refunduje (chodzi o tzw. rolnictwo wielofunkcyjne). Zwolennikami takich płatności są także: Norwegia, Korea Południowa, Japonia i Szwajcaria.
Kraje rozwijające się są podzielone. Niektóre z nich są głównie eksporterami i należą do Grupy Cairns, inne zaś są importerami żywności i zainteresowane są zastosowaniem środków ochrony przed płynnością kosztów importu. Większość krajów rozwijających się należy raczej do importerów netto żywności niż do dużych eksporterów. Prowadzony jest duży lobbing na rzecz wzrostu dostępu do rynku i zmniejszenia dopłat w krajach rozwijających się, podczas gdy one starają się o maksimum elastyczności dla siebie, a także o ochronę poziomu życia swoich rolników i zabezpieczenie swojego eksportu na światowym rynku.

## Dyrektorzy generalni
- 1995: Peter Sutherland (Irlandia)
- 1995–1999: Renato Ruggiero (Włochy)
- 1999–2002: Mike Moore (Nowa Zelandia)
- 2002–2005: Supachai Panitchpakdi (Tajlandia)
- 2005–2013: Pascal Lamy (Francja)
- 2013-2021: Roberto Azevêdo (Brazylia)[1]
- od 31.03.2021: Ngozi Okonjo-Iweala (Nigeria)